# Sveti Petar Čvrstec
Sveti Petar Čvrstec – wieś w Chorwacji, w żupanii kopriwnicko-kriżewczyńskiej, w gminie Sveti Ivan Žabno. W 2011 roku liczyła 603 mieszkańców.